# Championnats du monde de tir 1931
Navigation
Édition précédente Édition suivante
Les championnats du monde de tir 1931, vingt-huitième édition des championnats du monde de tir, ont eu lieu à Lviv, en Pologne en 1931.